# شعب غورونتالون

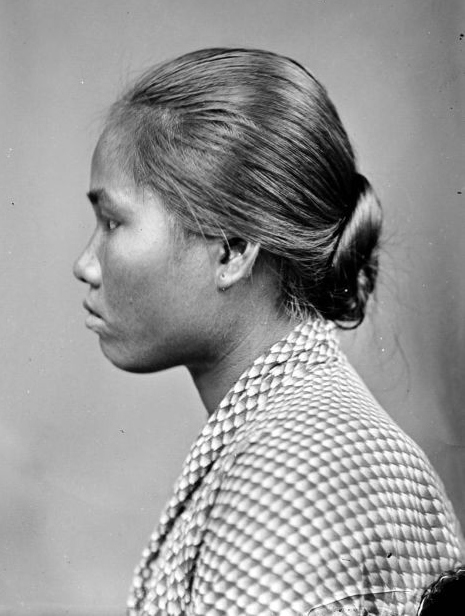

شعب غورونتالون (بالإنجليزية: Gorontaloan) أو هولاندالو (بالإنجليزية: Hulandalo) هم السكان الأصليون للجزء الشمالي من جزيرة سولاوسي. وهم أكبر مجموعة عرقية من حيث عدد السكان في شبه جزيرة ميناهاسا. تُعدّ غالبية شعب غورونتالون من المسلمين. يتحدث هذا الشعب لغة غورنتالو التي تُعتبر لغتهم الأم. وقد تمركزوا بشكل أساسي في مقاطعات غورونتالو وسولاوسي الشمالية والجزء الشمالي من سولاوسي الوسطى.
أصول الكلمة
من المُرجح أن أصل كلمة غورنتالون مُستَّمد من مصطلحات عديدة، مثل:
- هولونتالانغيو، وهو اسم قبيلة تعيش في ذات المنطقة
- هوا لولونتالانغو، وهو كهف يُستخدم كطريق سفر في اتجاهين
- هولوتالانغي، يعني الشخص النبيل
- هولو لو تولا، وهو المكان الذي يتكاثر فيه سمك شنة مقلمة
- بونغولاتالو أو بوهولاتالو، يعني مكان الانتظار
- جونونغ تيلو، وهو الجبل الثالث
- هانتو، هو المكان الذي يتدفق فيه الماء دائمًا

أما شعب غورونتالون فهم يُطلقون على أنفسهم اسم هولادالو أو هولانتالو، وهو مصطلح معروف في ولايتي غورونتالو وسولاوسي الشمالية، والذي عادةً ما يُشير إلى منطقة غورونتالو أو السكان الأصليين في غورونتالو.
يمتلك شعب غورونتالون نظام قربى أسري يُدعى بوهالا. ويُعدّ هذا النظام تراثًا منقولًا عن الممالك التي سبق وجودها في ولاية غورونتالو. ثمَّة خمسة أنظمة بوهالا في غورونتالو، وهي غورونتالو وليمبوتو وسواوا وباليمو وأتينغولا؛ إذ يُعتبر نظام غورونتالو بوهالا الأكثر شهرة وتطبيق بينها.

## التاريخ

### الأصول
تُعتبر أصول شعب غورونتالون غير مؤكدة أو موثقة. واستنادًا للسمات المادية الخاصة بشعب غورونتالون، فهو يُصنف جزءًا من العرق المغولي، مع احتمال اختلاطهم مع المجموعات العرقية الأخرى من عدة قرون سابقة. ونتيجةً لذلك، يمتلك شعب غورونتالون حاليًا أشكال بدنية مختلفة ودرجات ظلال مختلفة من ألوان البشرة من الأصفر إلى البني الداكن. توجد أيضًا أنواع مختلفة من الشعر من بينها الشعر المستقيم إلى المموج أو المجعد. ثمَّة نظريتان حول الهجرة من جنوب شرق آسيا، إذ تنصّ النظرية الأولى على أن سكان جنوب شرق آسيا كانوا في الأصل من الشرق، ثم توجهوا لاحقًا إلى جزيرة سولاوسي. بينما النظرية الثانية توضِّح أن الهجرة البشرية بدأت من تايوان ووصلت إلى جزيرة سولاوسي مرورًا بالفلبين. لغويًا، يتقاسم أهل غورونتالو الأصول ذاتها مع غيرهم من أهل أستراليا في جزر الفلبين وجزيرة سولاوسي الشمالية.
ثمَّة أسطورة متداولة بينهم تقول بأنهم أحفاد هولونتالانغي أو الأشخاص الذين نزلوا من السماء وأقاموا على جبل تيلونغكبيلا ومقاطعة بونو بولانجو ريجنسي. ثم تحول اسم هولونتالانغي ليُصبح هولونتالو أو غورونتالو.

### فترة ما قبل التاريخ
وفقا للأسطورة ذاتها، ظهرت مملكة غورونتالون الأولى في بداية الألفية الثانية قبل الميلاد. ويُعتقد أن ولاية غورونتالو كانت مأهولة بالبشر منذ عصور ما قبل التاريخ. يُعدّ موقع أولوهوتا في بون بولانغو ريجنسي موقعًا أثريًا يقدم معلومات عن مقابر أفراد المجتمعات السابقة التي قُدِّر بأنها عاشت قبل 2000 - 4000 سنة.

### ممالك غورونتالون
يُقدر أن منطقة غورونتالو قد تشكلت قبل 400 عامًا. تُعرف ولاية غورونتالو بأنها إحدى الأماكن المشهورة بالتبشير بالإسلام في شرق إندونيسيا إلى جانب ولايتي تيرنات وبون. بحلول عام 1525، عندما وصل البرتغاليون إلى سولاوسي الشمالية، كان الإسلام قد انتشر بالفعل على نطاق واسع بينهم خلال حكم الملك أماي، مع تقسيم أراضي غورونتالو بين الولايات المسلمة غورونتالو وليمبوتو وسواوا وبويالمو وأتينجولا. تطورت ولاية غورونتالو لتصبح مركزًا للتعليم والتجارة في سولاوسي الشمالية. نشأت مملكة غورونتالو في قرية هولاوا بجوار نهر بولانغو. قبل وصول الأوروبيين، تمسكت الممالك في غورونتالو إلى حدّ كبير بنظام الروابط العائلية المسمى بوهالا، والذي ما يزال موجودًا اليوم.